# István Balogh
István Balogh (Budapeste, 21 de setembro de 1912 - 27 de outubro de 1992) foi um futebolista e treinador húngaro

## Carreira
Jogou pelo Újpest FC,e foi convocado pela Seleção Húngara de Futebol para a Copa do Mundo FIFA de 1938.Balogh jogou na primeira partida da Hungria naquela Copa do Mundo,o 6x0 sobre as Índias Orientais Holandesas (atual Indonésia). após se aposentar, Balogh chegou a ser técnico do Újpest duas vezes,em 1948 e em 1958.